# Traunsteinera
Traunsteinera (hrv. Traunsteinera; lat. Traunsteinera), maleni biljni rod gomoljastih geofita iz porodice kaćunovki raširen od Europe do Kavkaza. 
Postoje dvije vrste, od kojih jedna i u Hrvatskoj,  okrugasta traunsteinera.

## Vrste
1. Traunsteinera globosa (L.) Rchb.; okrugasta traunsteinera
2. Traunsteinera sphaerica (M.Bieb.) Schltr.